# Nuestras madres
Nuestras madres è un film del 2019 scritto e diretto da César Díaz.
Primo lungometraggio di finzione per César Díaz, il film segue il racconto di un antropologo forense del Guatemala e l'indagine attorno alla scomparsa di suo padre, un guerrigliero di cui si persero le tracce negli anni ottanta.
Il film è stato selezionato per rappresentare il Belgio ai premi Oscar 2020 nella categoria per il miglior film in lingua straniera.

## Riconoscimenti
- 2019 – Festival di Cannes[1]
  - Caméra d'or a César Díaz
- 2020 – Premi Magritte[2]
  - Migliore opera prima a César Díaz
  - Candidatura come miglior film
  - Candidatura come miglior regista a César Díaz
  - Candidatura come migliore sceneggiatura a César Díaz
  - Candidatura come migliore fotografia a Virginie Surdej
  - Candidatura come miglior sonoro a Emmanuel de Boissieu e Vincent Nouaille
- 2019 – Sindacato belga della critica cinematografica[3]
  - Miglior film
- 2019 – Festival del cinema di Ostenda[2]
  - Migliore fotografia a Virginie Surdej